# Heyoka
Heyoka   fue una banda francesa de rock formada del periodo de 1991, hasta su disolución en marzo de 2014. 
El grupo es considerado uno de los exponentes de la escena punk de la década de 1990, pero nunca tuvo un reconocimiento comercial en la cual los dos únicos álbumes de estudio del grupo, en la actualidad son considerados material de culto debido a su poca popularidad del grupo. El grupo perteneció al movimiento llamado DIY.
El grupo en su periodo de actividad tuvo muchos integrantes en la cual tuvo más de 10 miembros.
La temática de las canciones del grupo están enfocados en el estilo del anarcopunk, y abordan distintos temas de la sociedad, pobreza, sobre el poder político, la unificación social, entre otros.

## Integrantes
A pesar de que Heyoka tuvo varios miembros durante el periodo del grupo, se desconoce el periodo de la mayoría de ellos, A continuación se muestra el periodo que se conoce en la cual estuvieron los miembros en su periodo tanto parcial como de forma desconocida:

### Exintegrantes
- Vicent "Vivin" - guitarra (? - ?)
- Jacky Polio "Jack" - bajo (? - ?)
- Adeline "Chtiboud" - vocal (1991 - ?)
- Zbab - batería (? - ?)
- Patou - vocal (? - ?)
- Yohann - batería (? - ?)
- Manu 1 - guitarra (? - ?)
- Abel - guitarra (? - ?)
- Manu 2 - guitarra (? - ?)
- Cyril - guitarra (? - ?)
- Syster - vocal de apoyo (? - 2014)
- Fred - guitarra (? - 2014)
- Nono - batería (? - 2011)
- Nico Sono - batería (2011 - 2012)

## Discografía

### Álbumes de estudio
- 1996: "Demain Sera..." (Combat Rock)
- 2012: "État des Lieux" (Maloka)

### EPs
- 1994: "El Pueblo Unido" (Combat Rock)
- 2013: "Heuchler" (Zone Onze Records)

### Recopilaciones
- 1994: "Dites-le avec Des Fleurs"
- 1997: "Ils sont passés près de chez vous"
- 1999: "La compilation 100% Punk Rock: Volume 1"
- 2003: "Punk en France"
- 2007: "Le D.I.Y. ou La Mort"
- 2010: "La Musique, c'est Du Bruit Qui Pense"
- 2010: "Piqûres de Rappel (1991-1997)" (recopilación de sencillos)
- 2010: "Vive le Punk 2009" (recopilación de varios artistas)